# Adolf Eichmann
Otto Adolf Eichmann (19. března 1906 Solingen – 1. června 1962 Ramla) byl německý nacistický funkcionář, SS-Obersturmbannführer a válečný zločinec, jeden z hlavních organizátorů holokaustu. Byl pověřen Reinhardem Heydrichem organizováním deportací Židů do ghett a vyhlazovacích táborů. Izraelská zpravodajská služba Mosad několik let po skončení druhé světové války vypátrala jeho úkryt v Argentině, odkud ho unesla do Izraele, kde byl souzen a na základě rozsudku popraven.
Mosad vypátral Adolfa Eichmana zásluhou německého právníka Fritze Bauera.

## Život

### Mládí
Adolf Eichmann se narodil 19. března 1906 v německém Solingenu. Jeho otec, Adolf Karl Eichmann pracoval jako účetní v elektropodniku, matka Maria (roz. Schefferlingová) se starala o domácnost. Šlo o nejstaršího ze sourozenců (bratři Emil, Helmuth, Irmgard a Otto). V roce 1913 získal otec práci obchodního vedoucího v Linci a tak se rodina za ním o rok později přestěhovala. Když Marie Eichmannová v roce 1916 zemřela, tak se jeho otec nedlouho poté znovu oženil (s Marií Zawrzelovou). Velký vliv na něj měl autoritářský otec a přísná křesťanská výchova celé rodiny, všichni rodiče byli horlivými protestanty. Po opuštění základní školy studoval na Státní vyšší reálné škole císaře Františka Josefa (Kaiser-Franz-Josef Staatsoberrealschule) – shodou okolností stejnou školu navštěvoval v letech 1900–1904 i Adolf Hitler. V roce 1921 pokračoval ve studiu na Vyšším spolkovém učilišti elektrotechnickém, strojním a stavebním (Höhere Bundeslehranstalt für Elektrotechnik, Maschinenbau und Hochbau). Při studiu však příliš úspěšný nebyl a proto ho po dvou letech opustil, aniž by získal jakoukoliv formální kvalifikaci. Otec mu nejprve zajistil praxi a práci ve firmách, ve kterých pracoval (Unterberská těžební společnost, Austrian Electrotech), později získal díky konexím své nevlastní matky místo obchodního zástupce u ropné společnosti Vacuum Oil Company. V květnu 1933 byl kvůli obtížné ekonomické situaci zaměstnavatele na dohodu propuštěn.
Od politických událostí si rodina zachovávala určitý odstup. V Izraeli v závěru života vyšetřovatelům sdělil: „Doma se politika nikdy neprobírala, otec se o politiku nestaral.“ Mezi otcovy přátele však patřila řada zapálených nacionalistů – mj. Hugo Kaltenbrunner (otec Ernsta Kaltenbrunnera, který byl podnětem Adolfova vstoupení do NSDAP) a veterán Andreas Bolek. K utváření jeho politického názoru přispěly také jeho aktivity ve volném čase. Nejprve se stal členem organizace Wandervogel, jakési obdoby skautského hnutí, v jehož řadách se nacházelo mnoho pravicově orientovaných činovníků. Díky svému šlechtickému kamarádovi (Friedrich von Schmidt) vstoupil v roce 1927 do Německo-rakouského sdružení mladých frontových bojovníků (Jungfrontkämpfervereinigung, což bylo křídlo Frontkämpfervereinigung Deutsch-Österreichs), přičemž tato organizace byla bojovně naladěna vůči socialistům, komunistům a Židům. Vůdcem tohoto hnutí byl Hermann von Hiltl, zarytý antisemita, který mj. prohlašoval, že za pádem Habsburské říše stojí Židé, kterým by proto měla být odňata práva rakouských občanů. Členové této organizace procházeli polovojenským výcvikem. Zde se Eichmann naučil pochodovat a střílet.
Koncem 20. let začal číst nacistická periodika – mj. Linzer Volksstimme a Linzer Tagepost nebo v Rakousku málo dostupný Völkischer Beobachter. 1. dubna 1932 se zúčastnil stranické schůze NSDAP vedené župním vedoucím Andreasem Bolkem. Po rozmluvě s rodinným známým a velitelem lineckých SS Ernstem Kaltenbrunnerem se rozhodl vstoupit do strany (dostal pořadové číslo 899895). Stal se také členem rakouského oddílu SS Standarte 37 (v SS dostal pořadové číslo 45326). V té době v Rakousku patřilo k SS pouze 2172 členů, z nichž jich v Linci bylo pouze 50. K jeho úkolům tehdy patřilo především střežení sídla SS – tzv. Hnědého domu (Das Braune Haus) a pouliční boj proti socialistickým bojůvkám tzv. Obranného spolku (Schutzbund). Po omezení činnosti rakouské nacistické strany a zadržení stranických aktivistů v roce 1933 odešel z Rakouska do Německa.

### Nacistická kariéra
V srpnu 1933 nastoupil do výcvikového střediska SS v Klosterlechfeldu. Na konci září dostal příkaz hlásit se u SS-Sturmbannführera Karla von Pichla, který formoval jednotku, jež měla pomáhat nacistům prchajícím z Rakouska. Zde se stal velitelem osmičlenné motorizované hlídky, která měla za úkol objíždět lesní a polní cesty v okolí německo-rakouských hranic, hledat prchající nacisty a směřovat je do uprchlických center. Zároveň pomáhali převádět osoby, které pašovaly do Rakouska nacistický tisk a propagandistické materiály.
V lednu 1934 byl povolán do Rakouské legie (Österreichische Legion), jejíž sídlo bylo v Dachau. Neexistují důkazy, které by potvrzovaly jeho nasazení v posádce tamějšího koncentračního tábora. Prošel však důkladným vojenským a ideologickým výcvikem, který jej měl připravit na případné bojové nasazení v Rakousku.
V létě 1934 si podal v Mnichově přihlášku k Sicherheitsdienstu (SD, Bezpečnostní služba). 29. září obdržel zprávu, že se má okamžitě hlásit v Berlíně na hlavním úřadu SD (SD-Hauptamt). Zde prošel základním výcvikem a posléze byl přidělen na oddělení V, referát I: Svobodné zednářství. Úkolem tohoto referátu bylo získávat a katalogizovat informace o svobodných zednářích v Německu. V té době byla SD ještě „poměrně slabý a špatně vedený“ orgán. Postupem času se však SD vypracovala v jednu z nejdůležitějších nacistických represivních složek.
Po anšlusu Rakouska v březnu 1938 byl poslán do Vídně, aby zde založil Ústřednu pro židovské vystěhovalectví (Zentralstelle für jüdische Auswanderung) a dohlížel na zatýkání a likvidaci Židů.

### Holocaust
Z výpovědí Dietera Wislicenyho, Alexandera Macha a dalších, které byly učiněny před národním soudem, vyplývá, že 4. listopadu 1938 (dva dny po vídeňské arbitráži a den po protižidovských demonstracích v Bratislavě) přicestoval na Slovensko, kde se společně s Machem podílel na přípravě nařízení k tzv. postrku asi 7500 Židů na území, které bylo připojeno k Maďarsku. Setkal se tu také s Josefem Tisem, který toto nařízení 4. listopadu podepsal. Následně deportace začaly, nicméně Maďarsko odmítlo Židy přijmout, takže zůstali v internačních táborech, na polích v dešti a sněhu, na území nikoho.
Měl také vystěhovat Židy z Protektorátu Čechy a Morava, což nebylo snadné. Většina států totiž odmítala židovské uprchlíky přijmout a jemu se plnit úkoly moc nedařilo. V té době přišel jeho nadřízený Reinhard Heydrich s novým plánem židovské otázky, Židé měli být vystěhováni z území Třetí říše do nově obsazeného Polska. a tak tomuto nové projektu věnoval své úsilí. Když v lednu 1939 vznikla na ministerstvu vnitra Říšská ústředna pro židovské vystěhování stal se Adolf Eichmann jeho vedoucím, měl pověst největšího experta v tomto oboru, který se dobře osvědčil v Rakousku. S odesíláním Židů do Polska začal 18. října 1939. Židé měli být koncentrováni v oblasti Lublinu.

Adolf Eichmann roku 1942

Když 22. června 1941 napadlo Německo Sovětský svaz, tak ihned na to, v létě 1941 ho Reinhard Heydrich povolal do Berlína, kde mu oznámil, že Hitler si přeje fyzickou likvidaci Židů. Eichmann měl za úkol organizovat transporty Židů z různých částí Třetí říše na východ. Tam byli Židé likvidováni speciálními oddíly SS Einsatzgruppen. On sám tyto masové vraždy na vlastní oči viděl při své inspekční cestě a udělalo se mu z toho špatně. U Heydricha se přimluvil za jiný způsob vyřešení židovské otázky. Nicméně Židé byli vražděni dál i jinými metodami.
V létě 1941 se vypravil na služební cestu do vyhlazovacího tábora v Osvětimi. Zde se bavil s velitelem tábora a dospěl k závěru, že nejlepší způsob likvidace Židů je plynová komora. Bylo však nutné vyvinout nějaký spolehlivý plyn. V září 1941 byli v Osvětimi poprvé zavražděni sovětští zajatci novým plynem, který se nazýval Cyklon B. Poté již nic nemohlo zabránit nacistům v „konečném řešení židovské otázky“. Dne 20. července 1941 nařídil v koncentračních táborech vraždit přednostně židovské děti. Do jara 1944 bylo zavražděno přibližně 5 milionů Židů z celé Evropy.[zdroj?]
V březnu 1944 postihl holocaust zatím nepoznamenané Maďarsko. osobně řídil přesuny maďarských Židů do koncentračního tábora v Osvětimi. V květnu a červnu 1944 zorganizoval deportace 437 000 maďarských Židů do Osvětimi, v průměru bylo do vyhlazovacího tábora deportováno 12 000 lidí denně, než deportace 9. června zastavil maďarský admirál Miklós Horthy. Dne 10. listopadu 1944 začaly z Maďarska pochody smrti Židů do Německa a Rakouska, které také zorganizoval Adolf Eichmann.

### Po válce

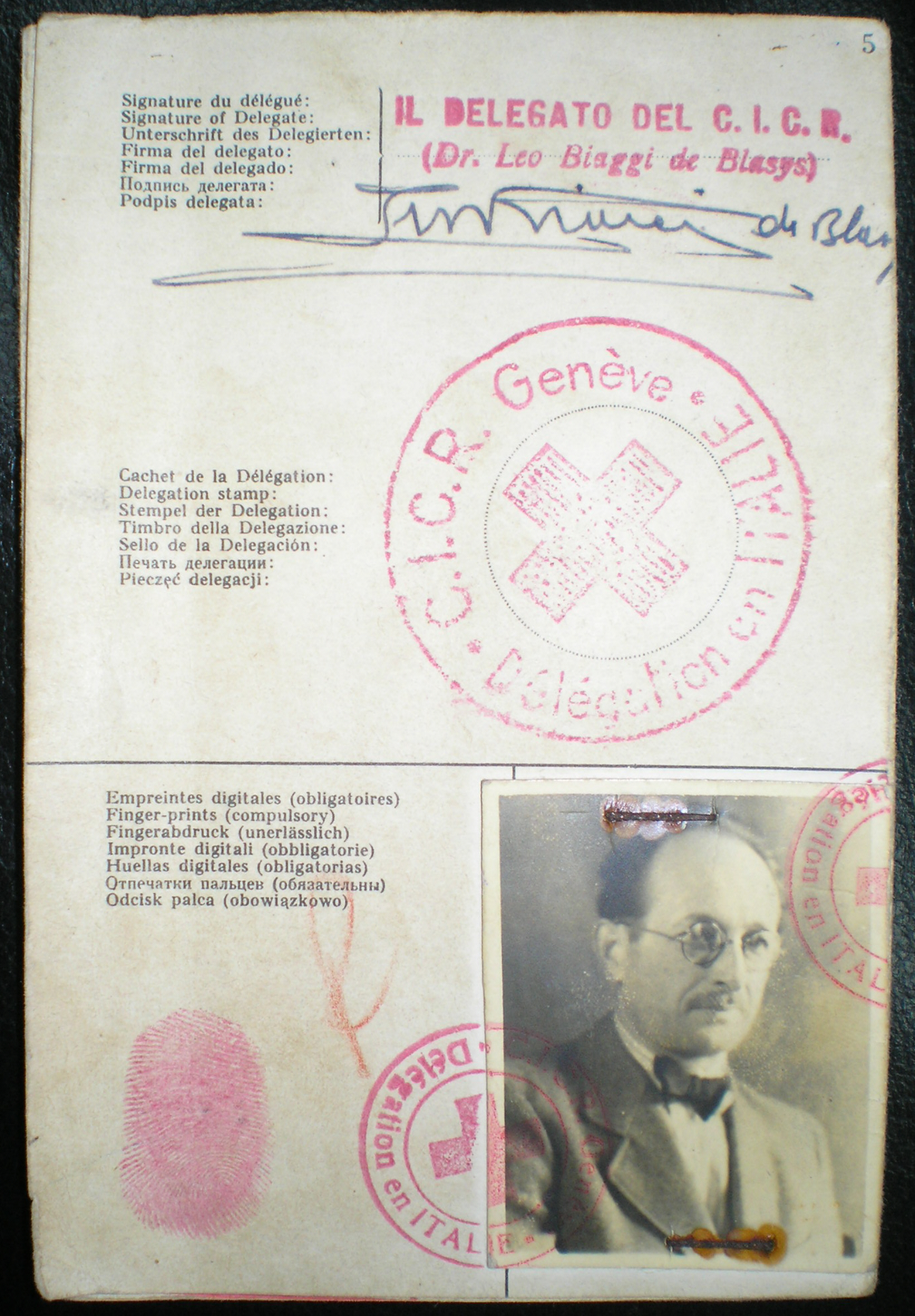
Pas vydaný italským Červeným křížem, který Eichmann použil pro svoji cestu do Argentiny

Na konci roku 1944 uprchl před Rudou armádou do Berlína a odtud do Alp. Zde se v roce 1945 vzdal americké hlídce. Bylo mu jasné, že nesmí prozradit svou pravou totožnost, a tak se vydával za obyčejného příslušníka SS. Uvězněn byl pod jménem Otto Eckmann.
Podařilo se mu uprchnout z vězeňského tábora a poté pracoval na farmách v Německu. V roce 1950 se mu podařilo za pomoci organizace Tichá pomoc odplout na lodi do Argentiny, kde se usadil a pracoval ve vládní firmě CAPRI. Brzy dostal výpověď a musel si hledat jiné zaměstnání. Posléze žil pod jménem Ricardo Klement v Buenos Aires a vlastnil farmu, specializovanou na chov králíků.

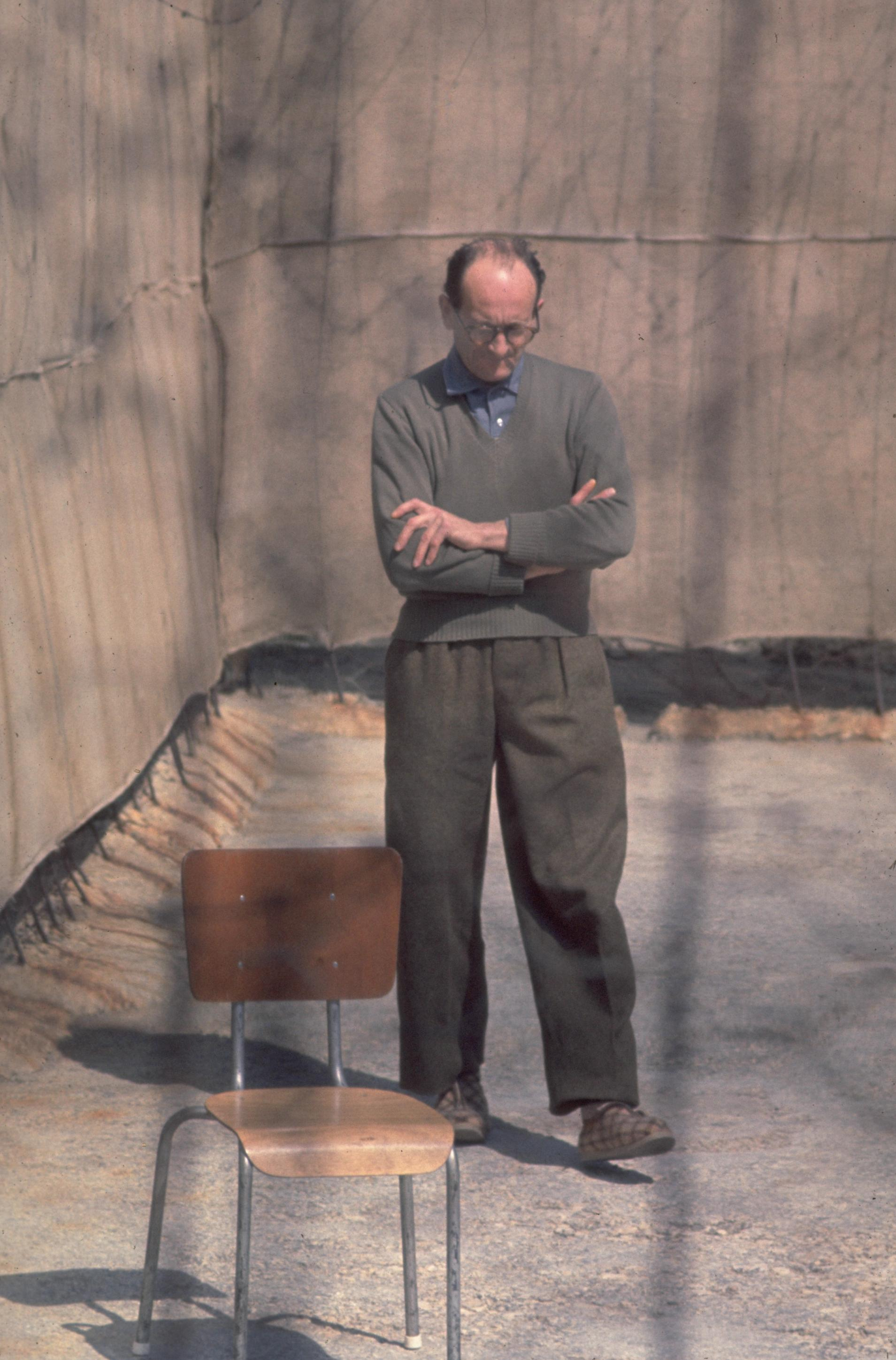
Eichman v izraelském vězení

Po několika letech se o něj začala zajímat izraelská tajná služba Mosad. Byl na něj nasazen agent Cvi Aharoni, který jej vypátral. Tajné službě Mosad se podařilo Eichmanna dopadnout, vyslechnout a dokonce dopravit do Izraele. Zde byl postaven před soud a odsouzen k trestu smrti oběšením. Celý únos z Argentiny vyvolal mezinárodní skandál, jelikož agenti Mosadu uskutečnili svou operaci na území cizího suverénního státu bez jeho souhlasu.
Eichmannův proces trval od 11. dubna do 14. srpna 1961; jeho obhájcem byl německý právník Robert Servatius. Na základě procesu napsala Hannah Arendtová jedno ze svých nejznámějších děl, Eichmann v Jeruzalémě: zpráva o banalitě zla. V knize líčí Eichmanna jako obyčejného úředníka, který se necítí zodpovědný za spáchané zločiny, protože jen konal svou povinnost a plnil rozkazy. Byl v první a druhé instanci odsouzen k trestu smrti, jeho žádost o milost byla zamítnuta a 1. června 1962 krátce po půlnoci byl popraven. Jde o jediný trest smrti vykonaný civilním soudem v dějinách Izraele. Po popravě bylo jeho tělo spáleno a jeho popel byl rozptýlen nad mezinárodními vodami.

## Vyznamenání
- SS-Totenkopfring
- Železný kříž, II. třída
- Válečný záslužný kříž, I. třída s meči
- Válečný záslužný kříž, II. třída s meči